# 부산구화학교
부산구화학교는 부산광역시 남구 대연동에 위치한 청각장애인과 발달장애인을 위한 사립 특수학교이다.

## 연혁
- 1970년 5월 1일 : 개교